# World of Warcraft: Cataclysm
World of Warcraft: Cataclysm és la tercera expansió pel Videojoc de rol massiu (MMORPG) World of Warcraft, seguint l'anterior expansió Wrath of the Lich King. Va ser oficialment anunciada al BlizzCon el 21 d'agost del 2009, tot i que els detalls serien mostrats més tard. L'expansió va ser oficialment llançada el 7 de desembre del 2010.

## Jugabilitat
Amb el llançament de Cataclysm, el nivell màxim es va elevar de 80 a 85. Kalimdor i els Regnes de l'Est han estat redissenyats amb un canvi d'aspecte, algunes noves ciutats i la raça Tauren són els més notables. El sistema de missions han estat actualitzats amb gairebé 3500 missions noves, juntament amb les missions de baix i mig nivell noves i simplificades per complementar les àrees redissenyades d'Azeroth. Set noves masmorres i quatre masmorres de banda s'han afegit, així com una nova professió secundària, l'arqueologia. El sistema de glifos ha estat revisat per tenir ara tres tipus de glifs: primordials, major i menor. A més, els glifs estaran permanentment apresos i requereixen un reactiu si es vol eliminar un d'una ranura. Dues noves races s'han afegit, els huargen per a l'aliança i els goblin per a l'horda. A més, les classes existents s'han ampliat per estar disponible a més races. Les grans ciutats d'Orgrimmar i Ventormenta han experimentat canvis importants. Finalment, el sistema de talent existent ha estat modificat. Els jugadors podran triar el seu primer punt de talent i especialització en el nivell 10, el següent en l'11, i després una vegada per cada dos nivells fins al nivell 80. Els nivells de 81 a 85 reben un punt de talent en tots els nivells per a un total de 41.
Molts d'aquests canvis es van engegar a partir del pegat 4.0.1, la qual cosa sumat a tots els nous sistemes (canvis en el sistema de talents, sistema de glifs, canvis d'ortografia, canvis en els recursos, mascotes en el nivell 1, la renovació de les estadístiques dels articles i del joc, les mestratge, i uns altres). Els canvis a les zones originals es van fer en el pegat 4.0.3a, llançat oficialment el 23 de novembre de 2010 juntament amb l'expansió.

### Noves funcions
Una de les principals característiques de Cataclysm és el redisseny dels continents, dels Regnes de l'Est i de Kalimdor, introduïts amb el llançament de World of Warcraft en 2004. Mentre que el disseny inicial del joc no permetia l'ús de muntures voladores a les zones del «vell món», aquestes zones han estat completament redissenyades amb la idea de permetre'ls als viatgers volar en Cataclysm.
Els principals canvis van ser portats a aquestes zones. Cada facció té un procés d'anivellació més suau, ja que moltes de les missions de nivell baix van ser eliminades i substituïdes per altres noves perquè s'incorporin en el joc actualitzat i els mecanismes que han estat modificats o redissenyats des del llançament inicial del joc. Cada zona té la seva pròpia història que es pot explorar a través d'una sèrie de missions. Cadascuna de les zones són d'una facció específica, no obstant això, atenen només als de la facció que controla aquesta zona. Les zones neutrals, o "en disputa", compten amb una línia de missions basades en el combat jugador contra jugador, per la qual cosa el jugador competeix contra l'altra facció (Horda contra Aliança, i viceversa) per aconseguir l'objectiu desitjat de la seva facció. Aquesta característica fa un ús intensiu de la tecnologia de faseo, que va ser vista per primera vegada en l'expansió de World of Warcraft: Wrath of the Lich King.

## Argument
Després dels esdeveniments narrats a Wrath of the Lich King, Arthas ha mort, i la guerra a Rasganorte sembla haver acabat, ja que la Plaga està controlada per Bolvar Fordragon, convertit en el nou Rei Exánime, el carceller dels maleïts. Però llavors, misteriosos terratrèmols comencen a sacsejar tota la faç d'Azeroth, i poc després, comencen una sèrie d'atacs elementals contra les capitals de l'Aliança i l'Horda. Aquests atacs són el preludi del ressorgiment del Drac Aspecte corrupte Alamuerte, que les destruirà, estenent el seu nociu poder pels dos continents. Cinc anys després, en els quals se succeeixen els esdeveniments narrats en la novel·la World of Warcraft: The Shattering, Ventormenta i Orgrimmar estan en procés de reconstrucció, i la faç del món en Azeroth ha canviat per complet després dels atacs d'Alamuerte, que han reduït a cendres algunes zones i han provocat violents sismes submarins i terratrèmols que han partit literalment la terra en trossos, inundant algunes zones i fent ressorgir unes altres. Alamuerte ha tornat amb un sol objectiu, el de destruir Azeroth, i no es detindrà fins a aconseguir-ho.
Thrall, cap de guerra de l'Horda i xaman més poderós d'Azeroth, atorga el càrrec de cap de guerra a Garrosh Crit Infernal per unir-se a l'Anell de la Terra en la seva lluita contra Alamuerte. Aquesta criticada i disputada decisió per part dels alts càrrecs de l'Horda portarà a aquesta nova Horda a una sèrie de mesures en les quals serà palpable l'aflorament de la bogeria de Garrosh. És necessària la unió dels guerrers de l'Horda i de l'Aliança al costat dels Dracs Aspecte per enfrontar-se als agents d'Alamuerte i destruir al mateix.

## Desenvolupament
Al febrer de 2010, en una entrevista dels inversors de Activision Blizzard, el director executiu de Blizzard Entertainment, Mike Morhaime, va revelar que Cataclysm seria publicat aquest mateix any. El 3 de maig de 2010, es va confirmar oficialment que la fase «alfa» de proves per Cataclysm havia començat, però solament estava disponible per a amics i familiars, alimentant encara més l'especulació que la fase alfa oberta començaria en els propers mesos. Malgrat el acord de confidencialitat, la major part dels inicis del joc es va filtrar en diverses fonts després que el client es va distribuir a través d'Internet a pocs dies que la fase alfa de proves va començar. L'11 de maig de 2010, es va saber que Blizzard havia demanat que almenys un d'aquests llocs eliminés qualsevol contingut de la fase alfa fins que l'acord es va aixecar.
El 30 de juny de 2010, Cataclysm va entrar en fase beta tancada, enviant les invitacions als jugadors que s'havien inscrit a través del seu compte Battle.net.
L'agost de 2010, Blizzard va anunciar que World of Warcraft: Cataclysm Edició de Col·leccionista. El seu llançament seria a la fi de l'any 2010. A més, el CEO de Blizzard Mike Morhaime va ser al gra dient: "encara que la data exacta de llançament encara no s'ha anunciat, estem en el camí de llançar l'expansió a la fi de l'any igual que amb tots els jocs de Blizzard, no obstant això, no ho anem a llançar fins que estigui llest".
El 7 de setembre (8 a Europa), la primera cadena de missions anteriors a Cataclysm van ser llançades als servidors normals, i uns dies més tard, el pegat 4.0.1 va ser llançat als regnes públics de prova, la qual cosa va indicar que la data de llançament podria ser en un futur no gaire llunyà.
El 30 de setembre, el lloc de notícies de MMO-Champion va estimar que la data de llançament seria el 7 de desembre 2010, basat en la mineria de dades que va revelar l'inici de la propera temporada de "arena". GameSpot va informar que els clients de Amazon.com, els qui havien pre-reservat l'edició de col·leccionista del joc van rebre notificacions en les quals el lloc web informa que estima que la data d'arribada serà entre el 4 de gener fins al 18 de gener de 2011. Poc després d'altres llocs web tals com Kotaku van enviar per correu electrònic còpies de les notificacions enviades als clients d'Amazon publicant-les a la seva pàgina web marcant que la data de llançament seria en 5 de gener 2011. Amazon hauria sobreestimat la data del llançament del joc amb la finalitat de donar a les seves vendes un matalàs de seguretat.
El 4 d'octubre de 2010 Blizzard va anunciar oficialment el llançament de Cataclysm pel 7 de desembre 2010. L'expansió va ser posada a disposició com a Edició Estàndard, Edició de Col·leccionista i com una nova descàrrega digital des de la tenda en línia de Blizzard. La versió digital del joc podia adquirir-se mitjançant pre-compra a través de Battle.net, i oferia als jugadors l'oportunitat de jugar a la nova expansió al moment en què aquesta va ser llançada als servidors oficials (a les 12:01 AM PST, del 7 de desembre).

## Recepció

### Vendes
Cataclysm va vendre més de 3,3 milions de còpies en les primeres 24 hores com a pre-vendes digitals, i 4,7 milions de còpies en el seu primer mes. Té la distinció de ser el videojoc per PC més venut, superant a l'antic titular, World of Warcraft: Wrath of the Lich King, que va vendre 2,8 milions de còpies en les seves primeres 24 hores. També té el rècord de major nombre d'exemplars venuts per a un videojoc de PC en el primer mes.

### Crítica
World of Warcraft: Cataclisme ha rebut crítiques en general positives per part dels crítics. En Metacritic, se li assigna una qualificació normalitzada de 100 comentaris de la premsa dominant de videojocs, ha rebut una puntuació mitjana de 90, basat en 40 opinions, la qual cosa indica "L'aclamació universal". IGN qualifico el joc 9/10 dient "Cataclisme és, des de lluny, l'expansió més impressionant per un MMO que mai s'ha fet, amb millor contingut que Wrath of the Lich King. GameSpot va classificar el joc amb una puntuació de 8/10 dient que «World of Warcraft està en la millor forma de la seva vida», encara que indica que alguns dels nous continguts «ennuvolen la ment i que no hi ha suficients zones noves». GamePro li va donar 4 de 5 estels anomenat el joc "una altra versió sòlida" i "ha millorat molt quant al seu disseny en general", però constrantantes de Cataclysm van declarar que "no és tan impressionant com a expansions anteriors". A més, GameSpy li va donar a Cataclisme el premi «MMO de l'any 2010».

### Subscripcions
Malgrat el seu èxit, World of Warcraft: Cataclysm ha vist una disminució gradual dels subscriptors. Després del llançament de Cataclysm, els nivells de subscriptors van aconseguir un màxim de 12 milions de subscriptors, però aviat va baixar als nivells de pre-cataclisme d'11,4 milions això a la fi de març de 2011. A principis de novembre de 2011, les subscripcions es van reduir encara més a 10,3 milions d'usuaris.